# Personaggi Amalgam Comics
Questa lista è suscettibile di variazioni e potrebbe essere incompleta o non aggiornata.

Questa è una lista dei personaggi dell'universo immaginario Amalgam, nato nel 1996 dalla fusione dell'Universo Marvel con l'Universo DC.
Sono divisi i personaggi comparsi negli albi speciali (usciti nell'aprile 1996 e nel giugno 1997) da quelli comparsi nelle miniserie All Access e Unlimited Access.

## Albi speciali

### Personaggi principali
| Personaggio Amalgam | Personaggio DC | Personaggio Marvel                                                                                 | Apparizioni |
| --- | --- | -------------------------------------------------------------------------------------------------- | --- |
| Amazzone | Wonder Woman | Tempesta                                                                                           | - Amazon n. 1 - Marvel versus DC n. 3 - DC versus Marvel n. 4 - All Access n. 4 - JLX Unleashed n. 1                                     |
| Angelhawk | Hawkman | Arcangelo                                                                                          | - JLX n. 1 - JLX Unleashed n. 1 |
| Apollo | Raggio | Ciclope                                                                                            | - JLX n. 1 - DC versus Marvel n. 4 - JLX Unleashed n. 1                                                                                  |
| Bat-Thing | Man-Bat | Man-Thing                                                                                          | - Bat-Thing n. 1 |
| Beastling | Changeling (Beast Boy)                                                                                            | Bestia                                                                                             | - X-Patrol n. 1 - Exciting X-Patrol n. 1                                                                                                 |
| Bruce Wayne | Bruce Wayne | Nick Fury                                                                                          | - Bruce Wayne: Agent of S.H.I.E.L.D. n. 1 - JLX Unleashed n. 1                                                                           |
| Canary | Black Canary | Mockingbird                                                                                        | - JLX n. 1 |
| Capitan Marvel | Capitan Marvel | Capitan Marvel                                                                                     | - JLX n. 1 - JLX Unleashed n. 1 |
| Catsai | Catwoman | Elektra                                                                                            | - Assassins n. 1 |
| Dare | Deathstroke | Devil                                                                                              | - Assassins n. 1 |
| Dark Claw | Batman | Wolverine                                                                                          | - Legends of the Dark Claw n. 1 - Dark Claw Adventures n. 1 - JLX n. 1 - Marvel versus DC n. 3 - DC versus Marvel n. 4 - All Access n. 4 |
| Dial H.U.S.K. - Artemisty Knight - Mary Marvel Girl - Polaris - Wonder-Girl                                              | Dial H for Hero - Artemide - Mary Marvel - Dottor Polaris - Wonder Girl (Donna Troy)                              | Husk - Misty Knight - Marvel Girl - Polaris - Wasp, Wonder Man                                     | - X-Patrol n. 1 - Exciting X-Patrol n. 1                                                                                                 |
| Diana Prince | Wonder Woman | Punisher (Frank Castle)                                                                            | - Bullets and Bracelets n. 1 - Amazon n. 1                                                                                               |
| Dottor Doomsday | Doomsday | Dottor Destino                                                                                     | - Ragno-Boy n. 1 - X-Patrol n. 1 - Marvel versus DC n. 3 - All Access n. 4 - Challengers of the Fantastic n. 1                           |
| Dottor Strangefate | Dottor Fate | Dottor Strange, Professor X                                                                        | - Dottor Strangefate n. 1 - Marvel versus DC n. 3 - DC versus Marvel n. 4 - All Access n. 4 - Lobo the Duck n. 1                         |
| Elasti-Girl | Elasti-Girl | Wasp, Domino                                                                                       | - X-Patrol n. 1 - Exciting X-Patrol n. 1                                                                                                 |
| Ferro Man | Ferro, Robot Man                                                                                                  | Colosso                                                                                            | - X-Patrol n. 1 - Exciting X-Patrol n. 1                                                                                                 |
| Firebird | Fire | Fenice                                                                                             | - JLX n. 1 - JLX Unleashed n. 1 |
| Generation Hex - I Gemelli Trigger - Johnny Random - Jono Hex - Madame Banshee - Retribution - Skinhunter - White Whip   | Jonah Hex - Gemelli Trigger, Cinnamon - Johnny Thunder II - Jonah Hex - Madame 44 - Firehair - Scalphunter - Whip | Generation X - Aurora, Northstar - Random - Chamber - Banshee - Penance - Skin - Emma Frost        | - Generation Hex n. 1 |
| Golia | Freccia Verde | Henry Pym                                                                                          | - JLX n. 1 |
| Hyena | Joker | Sabretooth                                                                                         | - Legends of the Dark Claw n. 1 - DC versus Marvel n. 4 - Dark Claw Adventures n. 1                                                      |
| Iceberg | Ice | Uomo Ghiaccio                                                                                      | - JLX Unleashed n. 1 |
| Iron Lantern | Lanterna Verde | Iron Man                                                                                           | - Iron Lantern n. 1 |
| Jericho | Jericho | X-Man, La Cosa                                                                                     | - Exciting X-Patrol n. 1 |
| JLX | JLA | X-Men                                                                                              | - JLX n. 1 - JLX Unleashed n. 1 |
| Judgment League Avengers                                                                                                 | JLA | Vendicatori                                                                                        | - JLX n. 1 - JLX Unleashed n. 1 |
| Lobo il papero | Lobo | Howard il papero                                                                                   | - Lobo the Duck n. 1 |
| Magnetic Men - Antimonio - Bismuto - Cobalto - Ferro - Nichel                                                            | Metal Men - Platino - Stagno - Oro - Ferro - Mercurio                                                             | Confraternita dei mutanti malvagi - Scarlet - Toad - Mastermind - Unus l'Intoccabile - Quicksilver | - Magneto and the Magnetic Men n. 1 - Magnetic Men featuring Magneto n. 1                                                                |
| Magneto | Platino (Doc Magnus)                                                                                              | Magneto                                                                                            | - Magneto and the Magnetic Men n. 1 - Magnetic Men featuring Magneto n. 1                                                                |
| Mariner | Aquaman | Namor                                                                                              | - JLX n. 1 - JLX Unleashed n. 1 |
| Mercurio | Impulso | Quicksilver                                                                                        | - JLX n. 1 - JLX Unleashed n. 1 |
| Mister X | Martian Manhunter                                                                                                 | Professor X, Alfiere, Skrull                                                                       | - JLX n. 1 - Magneto and the Magnetic Men n. 1 - JLX Unleashed n. 1                                                                      |
| Nightcreeper | Creeper | Nightcrawler                                                                                       | - JLX n. 1 - Marvel versus DC n. 3 - JLX Unleashed n. 1                                                                                  |
| Niles Cable | Capo | Cable                                                                                              | - X-Patrol n. 1 - Exciting X-Patrol n. 1                                                                                                 |
| Occhio di Falco | Freccia Verde | Occhio di Falco                                                                                    | - Speed Demon n. 1 - JLX n. 1 |
| Passero | Robin | Jubilee                                                                                            | - Legends of the Dark Claw n. 1 - Dark Claw Adventures n. 1                                                                              |
| Pattuglia-X | Doom Patrol | X-Force                                                                                            | - X-Patrol n. 1 - Exciting X-Patrol n. 1                                                                                                 |
| Il Punitore | Steve Trevor | Il Punitore                                                                                        | - Bullets and Bracelets n. 1 |
| I Quattro Fantastici Esploratori - Ben "Roccia" Grimm - Johnny "Rosso" Storm - Reed "Prof" Richards - Susan "Asso" Storm | Challengers of the Unknown - Rocky Davis - Red Ryan - Professor Haley - Kyle "Ace" Morgan                         | Fantastici Quattro - La Cosa - Torcia Umana - Mr. Fantastic - La Donna Invisibile                  | - Spider-Boy n. 1 - Challengers of the Fantastic n. 1                                                                                    |
| Ragno-Boy | Superboy | Uomo Ragno                                                                                         | - Spider-Boy n. 1 - X-Patrol n. 1 - Marvel versus DC n. 3 - DC versus Marvel n. 4 - All Access n. 4 - Spider-Boy Team Up n. 1            |
| Runaway | Gypsy | Rogue                                                                                              | - JLX n. 1 - JLX Unleashed n. 1 |
| Shatterstarfire | Starfire | Shatterstar                                                                                        | - X-Patrol n. 1 - Exciting X-Patrol n. 1                                                                                                 |
| Speed Demon I | Flash (Jay Garrick), Flash (Barry Allen), Etrigan il Demone                                                       | Ghost Rider I                                                                                      | - Speed Demon n. 1 |
| Speed Demon II | Flash (Wally West), Etrigan il Demone                                                                             | Ghost Rider II                                                                                     | - Speed Demon n. 1 |
| Spettro | Ossidiana | Gambit                                                                                             | - JLX n. 1 - Marvel versus DC n. 3 - JLX Unleashed n. 1                                                                                  |
| Super Soldato | Superman | Capitan America                                                                                    | - Super-Soldier n. 1 - JLX n. - Marvel versus DC n. 3 - All Access n. 4 - Super-Soldier: Man of War n. 1 - JLX Unleashed n. 1            |
| Teschio Verde | Lex Luthor | Teschio Rosso                                                                                      | - Super-Soldier n. 1 - Bruce Wayne: Agent of S.H.I.E.L.D. n. 1 - Super-Soldier: Man of War n. 1 - Lobo the Duck n. 1                     |
| Thanoseid | Darkseid | Thanos                                                                                             | - Thorion of the New Asgods n. 1 - Bullets and Bracelets n. 1 - Lobo the Duck n. 1                                                       |
| Thorion | Orion | Thor                                                                                               | - Thorion of the New Asgods n. 1 |
| Will Magnus | Platino (Doc Magnus)                                                                                              | Bolivar Trask                                                                                      | - JLX n. 1 - JLX Unleashed n. 1 - Magnetic Men featuring Magneto n. 1                                                                    |

### Personaggi secondari
| Personaggio Amalgam | Personaggio DC | Personaggio Marvel | Apparizioni                                                      |
| --- | --- | --- | ---------------------------------------------------------------- |
| Abominite | Hellgrammite | Abominio | - Dottor Strangefate n. 1                                        |
| Al Forbush | Al | Irving Forbush | - Lobo the Duck n. 1                                             |
| All Star Winners Squadron | All-Star Squadron, JSA | All-Winners Squad | - Super-Soldier: Man of War n. 1                                 |
| L'Alto Padre Odino | Altopadre | Odino | - Thorion of the New Asgods n. 1 - Bullets and Bracelets n. 1    |
| Ambush il Lunatiko | Ambush Bug | Lunatik | - Lobo the Duck n. 1                                             |
| American Belle | Liberty Belle | Miss America | - Super-Soldier: Man of War n. 1                                 |
| Apokalips | Darkseid | Apocalisse | - Thorion of the New Asgods n. 1                                 |
| Aqua-Mariner | Aquaman | Namor | - Super-Soldier: Man of War n. 1                                 |
| Atomic Black Knight | Atomic Knight | Cavaliere Nero (Dane Whitman) | - Exciting X-Patrol n. 1                                         |
| Avvoltoio Nero | Black Condor | Avvoltoio | - Magnetic Men featuring Magneto n. 1                            |
| Bald'r | Raggio di Luce | Balder il coraggioso | - Thorion of the New Asgods n. 1                                 |
| Barone Zero | Mister Freeze | Barone Strucker | - Bruce Wayne: Agent of S.H.I.E.L.D. n. 1                        |
| Bevarlene | Darlene | Beverly Switzler | - Lobo the Duck n. 1                                             |
| Big Question | L'Enigmista | Kingpin | - Assassins n. 1                                                 |
| Big Titania | Big Barda | Titania | - Bullets and Bracelets n. 1                                     |
| Billie the Millie | Billy la Ragazza | Millie la modella | - Lobo the Duck n. 1                                             |
| Bizarnage | Bizzarro | Carnage | - Spider-Boy n. 1                                                |
| Black Orchid la Sconosciuta | Black Orchid | Omega lo sconosciuto | - Exciting X-Patrol n. 1                                         |
| Blob | Chunk | Blob | - Speed Demon n. 1                                               |
| Bloodcrow | Spaventapasseri | Bloodscream | - Dark Claw Adventures n. 1                                      |
| Brooklyn Barnes | Dan "Terribile" Turpin | Bucky | - Super-Soldier: Man of War n. 1                                 |
| Cane Impossibile | Cane di Lobo | Uomo Impossibile | - Lobo the Duck n. 1                                             |
| Caos | Joshua Terrill | Havok | - JLX Unleashed n. 1                                             |
| Chemodam | Chemo | MODOK | - Magnetic Men featuring Magneto n. 1                            |
| Corpo delle Starbrand | Corpo delle Lanterne Verde | Starbrand | - Speed Demon n. 1                                               |
| Cosmic Vance | Cosmic Boy | Vance Astro | - Magnetic Men featuring Magneto n. 1                            |
| Cybercroc | Killer Croc | Cyber | - Dark Claw Adventures n. 1                                      |
| Daryl Rutabaga | Jonas Glim | Space Turnip | - Lobo the Duck n. 1                                             |
| Deaddevil | Deadman | Devil | - Exciting X-Patrol n. 1                                         |
| Deadeye | Deadshot | Bullseye | - Assassins n. 1 - Marvel versus DC n. 3                         |
| Deathborg | Cyborg | Deathlok | - Magnetic Men featuring Magneto n. 1                            |
| Deathlok | Robin (Jason Todd) | Deathlok | - Bruce Wayne: Agent of S.H.I.E.L.D. n. 1                        |
| Dinosauri Marini | Diavoli Marini | Devil Dinosaur | - Exciting X-Patrol n. 1                                         |
| Dottor Bongface | Scarface | Dottor Bong | - Lobo the Duck n. 1                                             |
| Fin Fang Flame | Brimstone | Fin Fang Foom | - JLX Unleashed n. 1                                             |
| Francie-Ellen Sallis | Francine Langstrom | Ellen Sallis | - Bat-Thing n. 1                                                 |
| Fratello Covata | Fratello Sangue | La Covata | - Exciting X-Patrol n. 1                                         |
| Galactiac | Brainiac | Galactus | - Challengers of the Fantastic n. 1                              |
| Gamorola | Layla | Gamora | - Lobo the Duck n. 1                                             |
| Gerontoio | Scavenger | Avvoltoio | - Spider-Boy Team Up n. 1                                        |
| Giovani Commando | Boy Commandos | Young Allies | - Super-Soldier: Man of War n. 1                                 |
| Goblin a Due Facce | Due Facce | Goblin | - Dark Claw Adventures n. 1                                      |
| Grande Bianco | Shark | Orka | - Iron Lantern n. 1                                              |
| Happy Kalmaku | Tom Kalmaku | Harold "Happy" Hogan | - Iron Lantern n. 1                                              |
| H.E.C.T.O.R. | Hector Hammond | MODOK | - Iron Lantern n. 1                                              |
| Howling Commando - Wildman Percy - Piccolo Dum-Dum - Bulldozer Gabriel - Ice-Cream Cohen - Rebel Farmer - Dino Quattr'occhi | Compagnia Easy - Wildman - Little Sure Shot - Bulldozer - Ice Cream - Farmer Boy - Quattr'occhi | Howling Commandos - Percival "Pinky" Pinkerton - "Dum-Dum" Dugan - Gabriel Jones - Izzy Cohen - Reb "Rebel" Ralston - Dino Manelli | - Super-Soldier: Man of War n. 1                                 |
| Huntress I | Cacciatrice | Ms. Marvel | - Legends of the Dark Claw n. 1                                  |
| Huntress II | Cacciatrice e Batgirl | Gatta Nera | - Bruce Wayne: Agent of S.H.I.E.L.D. n. 1                        |
| Hydra Suprema (Selina Luthor) | Catwoman, Lex Luthor | Viper | - Bruce Wayne: Agent of S.H.I.E.L.D. n. 1                        |
| Insect Queen | L'Ape Regina | Mary Jane Watson | - Spider-Boy n. 1                                                |
| Jade Nova | Jade e Lanterna Verde (Kyle Rayner) | Frankie Raye | - Dr. Strangefate n. 1                                           |
| Jimmy Olsen | Jimmy Olsen | Bucky | - Super-Soldier n. 1                                             |
| Jimmy Urich | Jimmy Olsen | Ben Urich | - Assassins n. 1                                                 |
| Jocasta | Platino | Jocasta e Sentinella | - JLX n. 1 - Magnetic Men featuring Magneto n. 1                 |
| Jonas Turnip | Jonas Glim | Space Turnip | - Lobo the Duck n. 1                                             |
| June Masters | June Robbins | Alicia Masters | - Challengers of the Fantastic n. 1                              |
| King Lizard | King Shark | Lizard | - Spider-Boy n. 1                                                |
| Krakoa, l'Isola-Dinosauro Vivente | Isola Dinosauro | Krakoa | - Magnetic Men featuring Magneto n. 1                            |
| Kultron | Kobra | Ultron | - Magnetic Men featuring Magneto n. 1                            |
| Kyle O'Brien | Kyle Rayner | Kevin O'Brien | - Iron Lantern n. 1                                              |
| Lady Talia | Talia Al Ghul | Lady Deathstrike | - Dark Claw Adventures n. 1                                      |
| Lanterna Umana | Lanterna Verde (Alan Scott) | La Torcia Umana (Jim Hammond) | - Super-Soldier: Man of War n. 1                                 |
| Lega Infernale dell'Ingiustizia - Savage Shaw - Mistress Maxima - Dark Firebird - Lord Maxwell | Lega dell'ingiustizia - Vandal Savage - Maxima - Fire - Maxwell Lord | Club infernale - Sebastian Shaw - Emma Frost - Fenice Nera - Cameron Hodge | - JLX Unleashed n. 1                                             |
| Legione dei Guardiani della Galassia 2099 I - Cosmic Vance I - Martinex 5 I - Ragazza Fulmine - Sun Lord - Cannonfire - Ragazza Multipla - Giganto - Lady Bug I - Dream Date - Ragazza Invisibile I - Trapeterster - Licantropus Jr. - Charlie Star - Shadow Star - Fantasmina - Camaleonte I - Fantastic Man - Palloncino - Kid-Molecola - Universio I - Ragazzo Fulmine - Psi-Girl I | Legione dei Supereroi - Cosmic Boy I - Brainiac 5 - Lightning Lass - Sun Boy - Wildfire I - Triplicate Girl - Colossal Boy - Shrinking Violet I - Dream Girl - Jacques Foccart - Matter-Eater Lad - Timber Wolf - Star Boy I - Shadow Lass - Phantom Girl - Chameleon Boy - Elastic Lad - Bouncing Boy - Element Lad I - Ultra Boy I - Lightning Lad - Saturn Girl I | Guardiani della Galassia - Vance Astro - Martinex - Fulmine vivente - Firelord - Cannonball - Uomo Multiplo - Growing Man - Wasp - Destiny - Ragazza Invisibile - Trapster Pete - Werewolf by night - Charlie-27 - Falco Stellare - Shadowcat - Camaleonte - Mister Fantastic - Speedball - Uomo Molecola - Capitan Universo - Fulmine vivente - Psylocke | - Spider-Boy Team Up n. 1                                        |
| Legione dei Guardiani della Galassia 2099 - Cosmic Vance II - Psi-Girl II - Electron - Sparkler - Universio II - Martinex 5 II - Miriade - Camaleonte II - Colosso - Lady Bug II - Ragazza Invisibile II - Fenix - Excel - Nucleus - Massa - Darkstar - Phantom Cat | Legione dei Supereroi - Cosmic Boy III - Saurn Girl - Live Wire II - Spark - Ultra Boy III - Brainiac 5 III - Triade II - Camaleonte II - Leviathan II - Shrinking Violet III - Invisible Kid IV - Kinetix - XS - Element Lad II - Star Boy II - Stella Scura - Apparizione II                                                                                       | Guardiani della Galassia - Vance Astro - Psylocke - Electro - Dazzler - Capitan Universo - Martinex - Uomo Multiplo - Camaleonte - It, il Colosso Vivente - Wasp - Ragazza Invisibile - Fenice - Meanstreak - Uomo Molecola - Mass Master - Stella Nera - Shadowcat                                                                                       | - Spider-Boy Team Up n. 1                                        |
| Letale | Cheetah | Kraven | - Assassins n. 1 - Marvel versus DC n. 3                         |
| L'ok D'saad | Desaad | Loki | - Thorion of the New Asgods n. 1                                 |
| Madame Zaffiro | Star Sapphire | Madame Masque | - Iron Lantern n. 1                                              |
| Mademoiselle Peggy | Mademoiselle Marie | Peggy Carter | - Super-Soldier: Man of War n. 1                                 |
| Maggiore Zemo | Maggiore Ferro | Barone Zemo | - Super-Soldier: Man of War n. 1                                 |
| Mandarinestro | Sinestro | Mandarino | - Iron Lantern n. 1                                              |
| Mephisatanus | Satanus/Blaze | Mefisto | - Doctor Strangefate n. 1                                        |
| Merlino | Merlino | Merlino | - Speed Demon n. 1                                               |
| Miss Miracle | Mister Miracle | Crystal | - Speed Demon n. 1                                               |
| Mister Mastermind | Mister Mind | Mastermind | - Magnetic Men featuring Magneto n. 1                            |
| Monarch | Monarch | War Machine | - Bullets and Bracelets n. 1                                     |
| Moonwing | Nightwing | Moon Knight | - Bruce Wayne: Agent of S.H.I.E.L.D. n. 1                        |
| Multi-Masters | Multi-Man | Burattinaio | - Challengers of the Fantastic n. 1                              |
| Myx | Mister Mxyzptlk | Wong | - Dottor Strangefate n. 1                                        |
| Nonna Harkness | Buona Nonnina | Agatha Harkness | - Bullets and Bracelets n. 1                                     |
| Nuke | Bane | Nuke | - Bruce Wayne: Agent of S.H.I.E.L.D. n. 1                        |
| Nuovi Asgodei | Nuovi Dei | Asgardiani | - Thorion of the New Asgods n. 1                                 |
| Oa il Pianeta Vivente | Oa | Ego | - Iron Lantern n. 1                                              |
| Omega Beast | KGBestia | Omega Red | - Dark Claw Adventures n. 1                                      |
| Pepper Ferris | Carlo Ferris | Virginia "Pepper" Potts | - Iron Lantern n. 1                                              |
| Poseidone | Wonder Woman | Tempesta | - Amazon n.1                                                     |
| Prez, Maestro di Kung-Fu | Prez | Shang-Chi, Maestro di Kung Fu | - Exciting X-Patrol n. 1                                         |
| Puck | Oberon | Puck | - Speed Demon n. 1                                               |
| Quasimodox | Vril Dox | Quasimodo | - Magnetic Men featuring Magneto n. 1                            |
| Ra's-A-Pocalypse | Ra's Al Ghul | Apocalisse | - Dark Claw Adventures n. 1                                      |
| Raveniya | Raven | Aliya | - Exciting X-Patrol n. 1                                         |
| Regina dal Rene d'Oro | Stella d'Oro | Kidney Lady | - Lobo the Duck n. 1                                             |
| Rhomann Sur | Abin Sur | Rhomann Dey | - Iron Lantern n. 1                                              |
| Sceriffo "Bat" Trask | Bat Lash | Bolivar Trask | - Generation Hex n. 1                                            |
| Sentinelle | Manhunters | Sentinelle | - JLX n. 1 - JLX Unleashed n. 1                                  |
| Siliconman | Plastic Man | Uomo Sabbia | - Speed Demon n. 1                                               |
| Silver Racer | Black Racer | Silver Surfer | - Challengers of the Fantastic n. 1 - Spider-Boy Team Up n. 1    |
| Silver Tornado | Red Tornado | Silver Surfer | - Exciting X-Patrol n. 1                                         |
| Sinistron | Brainiac | Sinistro, Ultron, Nimrod | - Magneto and the Magnetic Men n. 1                              |
| Skulk | Solomon Grundy | Hulk | - Doctor Strangefate n. 1                                        |
| Sinistra Società | Società Segreta dei Super-Nemici | Sinistri Sei, Società dei Serpenti | - Magnetic Men featuring Magneto n. 1                            |
| Società Offensiva | JSA | Vendicatori | - Lobo the Duck n. 1                                             |
| Soniklaw | Sonar | Klaw | - Magnetic Men featuring Magneto n. 1                            |
| Spaventapasseri | Spaventapasseri | Spaventapasseri | - Speed Demon n. 1                                               |
| Spettro Notturno | Lo Spettro | Incubo | - Speed Demon n. 1                                               |
| Spiral Harley | Harley Quinn | Spirale | - Dark Claw Adventures n. 1                                      |
| Stewart Rhodes | John Stewart | James Rhodes | - Iron Lantern n. 1                                              |
| Stormtrooper (clone di Johnny "Rosso" Storm) | Scrapper-Trooper | Torcia Umana | - Spider-Boy n. 1 - Challengers of the Fantastic n. 1            |
| La Strega Bianca | Zatanna | Scarlet | - Dottor Strangefate n. 1                                        |
| Terra-X | Terra | Terrax | - Exciting X-Patrol n. 1                                         |
| Terribili Tre | Il Terribile Trio | I Sinistri Sei | - Speed Demon n. 1                                               |
| Tigre di Bronzo | Tigre di Bronzo | Pantera Nera | - Bullets and Bracelets n. 1 - Challengers of the Fantastic n. 1 |
| Tom Harper | Guardiano | Angelo | - Spider-Boy n. 1                                                |
| Uatu, il Guardiano | Ganthet | Uatu L'Osservatore | - Speed Demon n. 1 - Challengers of the Fantastic n. 1           |
| Ultivac, il Multirobot | Ultivac, Multi-Woman | Super-Skrull | - Challengers of the Fantastic n. 1                              |
| Ultra-Metallo | Metallo e Ultra-Humanite | Ultron | - Super-Soldier n. 1                                             |
| Uomini Rasoio | Scissormen | Sentinella | - Generation Hex n. 1                                            |
| Vigilante Kid | Vigilante | Rawhide Kid | - Exciting X-Patrol n. 1                                         |
| Whiz | Jay Garrick | Trottola | - Super-Soldier: Man of War n. 1                                 |
| Wilson Whale | Tobias Whale | Kingpin | - Super-Soldier: Man of War n. 5                                 |
| Wired | Manhunter (Chase Lawler) | Cable | - Assassins n. 1                                                 |
| Yancy Legion | Legione dei Supereroi, Newsboy Legion | Yancy Street Gang | - Spider-Boy Team Up n. 1                                        |

## All Access
| Personaggio Amalgam | Personaggio DC               | Personaggio Marvel | Apparizioni       |
| ------------------- | ---------------------------- | ------------------ | ----------------- |
| Superfiere          | Superman                     | Alfiere            | - All Access n. 4 |
| Batlee              | Batman                       | Jubilee            | - All Access n. 4 |
| Ciclope Verde       | Lanterna Verde (Kyle Rayner) | Ciclope            | - All Access n. 4 |
| Martian Fenice      | Martian Manhunter            | Fenice             | - All Access n. 4 |
| Flashball           | Flash                        | Cannonball         | - All Access n. 4 |
| Aquaice             | Aquaman                      | Uomo Ghiaccio      | - All Access n. 4 |
| X-JLA               | JLA                          | X-Men              | - All Access n. 4 |

## Unlimited Access

### Personaggi principali
| Personaggio Amalgam | Personaggio DC                                                                        | Personaggio Marvel                                                                                          | Apparizioni                                     |
| --- | ------------------------------------------------------------------------------------- | --- | ----------------------------------------------- |
| Capitan America Jr. | Capitan Marvel Jr.                                                                    | Capitan America                                                                                             | - Unlimited Access n. 4                         |
| Confraternita degli Dei Malvagi - Sabrebak - Virmin Vundavort - Kantique - Silver Lance - Disastermind - Red Lash - Blobba | Nuovi Dei - Kalibak - Virmin Vundabar - Kanto - Devilance - Desaad - Lashina - Stompa | Confraternita dei mutanti malvagi - Sabretooth - Toad - Mystica - Quicksilver - Mastermind - Scarlet - Blob | - Unlimited Access n. 4                         |
| Golia Verde | Lanterna Verde (Hal Jordan)                                                           | Golia | - Unlimited Access n. 4                         |
| Jean Black | Black Canary                                                                          | Marvel Girl                                                                                                 | - Unlimited Access n. 4                         |
| Quick Freeze | Impulso                                                                               | Uomo Ghiaccio                                                                                               | - Unlimited Access n. 4                         |
| Redwing | Robin                                                                                 | Angelo | - Unlimited Access n. 3 - Unlimited Access n. 4 |
| Thor-El | Superman                                                                              | Thor | - Unlimited Access n. 4                         |
| Wonder Wasp | Wonder Girl II                                                                        | Wasp | - Unlimited Access n. 4                         |
| X-League | JLA                                                                                   | X-Men, Vendicatori                                                                                          | - Unlimited Access n. 4                         |

### Personaggi secondari
| Personaggio Amalgam | Personaggio DC | Personaggio Marvel | Apparizioni             |
| ------------------- | -------------- | ------------------ | ----------------------- |
| Bat-X               | Batman         | (X-Men)            | - Unlimited Access n. 4 |
| Clone Ragno         | Bizzarro       | Uomo Ragno         | - Unlimited Access n. 4 |
| Due Facce           | Due Facce      | Arnim Zola         | - Unlimited Access n. 4 |
| Mr. Super           | Superman       | Mr. Fantastic      | - Unlimited Access n. 4 |
| Jonah Bizzarro      | Bizzarro       | J. Jonah Jameson   | - Unlimited Access n. 4 |
| Silver Streaky      | Streaky        | Silver Surfer      | - Unlimited Access n. 4 |